# Comuni d'Italia (B)
Questa pagina contiene l'elenco dei comuni italiani il cui nome inizia con la lettera B.
Per ogni comune vengono indicate la provincia e la regione di appartenenza.
| Comune                          | Provincia             | Regione               |
| ------------------------------- | --------------------- | --------------------- |
| Baceno                          | Verbano-Cusio-Ossola  | Piemonte              |
| Bacoli                          | Napoli                | Campania              |
| Badalucco                       | Imperia               | Liguria               |
| Badesi                          | Sassari               | Sardegna              |
| Badia                           | Bolzano               | Trentino-Alto Adige   |
| Badia Calavena                  | Verona                | Veneto                |
| Badia Pavese                    | Pavia                 | Lombardia             |
| Badia Polesine                  | Rovigo                | Veneto                |
| Badia Tedalda                   | Arezzo                | Toscana               |
| Badolato                        | Catanzaro             | Calabria              |
| Bagaladi                        | Reggio Calabria       | Calabria              |
| Bagheria                        | Palermo               | Sicilia               |
| Bagnacavallo                    | Ravenna               | Emilia-Romagna        |
| Bagnara Calabra                 | Reggio Calabria       | Calabria              |
| Bagnara di Romagna              | Ravenna               | Emilia-Romagna        |
| Bagnaria                        | Pavia                 | Lombardia             |
| Bagnaria Arsa                   | Udine                 | Friuli-Venezia Giulia |
| Bagnasco                        | Cuneo                 | Piemonte              |
| Bagnatica                       | Bergamo               | Lombardia             |
| Bagni di Lucca                  | Lucca                 | Toscana               |
| Bagno a Ripoli                  | Firenze               | Toscana               |
| Bagno di Romagna                | Forlì-Cesena          | Emilia-Romagna        |
| Bagnoli del Trigno              | Isernia               | Molise                |
| Bagnoli di Sopra                | Padova                | Veneto                |
| Bagnoli Irpino                  | Avellino              | Campania              |
| Bagnolo Cremasco                | Cremona               | Lombardia             |
| Bagnolo del Salento             | Lecce                 | Puglia                |
| Bagnolo di Po                   | Rovigo                | Veneto                |
| Bagnolo in Piano                | Reggio Emilia         | Emilia-Romagna        |
| Bagnolo Mella                   | Brescia               | Lombardia             |
| Bagnolo Piemonte                | Cuneo                 | Piemonte              |
| Bagnolo San Vito                | Mantova               | Lombardia             |
| Bagnone                         | Massa-Carrara         | Toscana               |
| Bagnoregio                      | Viterbo               | Lazio                 |
| Bagolino                        | Brescia               | Lombardia             |
| Baia e Latina                   | Caserta               | Campania              |
| Baiano                          | Avellino              | Campania              |
| Bairo                           | Torino                | Piemonte              |
| Baiso                           | Reggio Emilia         | Emilia-Romagna        |
| Bajardo                         | Imperia               | Liguria               |
| Balangero                       | Torino                | Piemonte              |
| Baldichieri d'Asti              | Asti                  | Piemonte              |
| Baldissero Canavese             | Torino                | Piemonte              |
| Baldissero d'Alba               | Cuneo                 | Piemonte              |
| Baldissero Torinese             | Torino                | Piemonte              |
| Balestrate                      | Palermo               | Sicilia               |
| Balestrino                      | Savona                | Liguria               |
| Ballabio                        | Lecco                 | Lombardia             |
| Ballao                          | Sud Sardegna          | Sardegna              |
| Balme                           | Torino                | Piemonte              |
| Balmuccia                       | Vercelli              | Piemonte              |
| Balocco                         | Vercelli              | Piemonte              |
| Balsorano                       | L'Aquila              | Abruzzo               |
| Balvano                         | Potenza               | Basilicata            |
| Balzola                         | Alessandria           | Piemonte              |
| Banari                          | Sassari               | Sardegna              |
| Banchette                       | Torino                | Piemonte              |
| Bannio Anzino                   | Verbano-Cusio-Ossola  | Piemonte              |
| Banzi                           | Potenza               | Basilicata            |
| Baone                           | Padova                | Veneto                |
| Baradili                        | Oristano              | Sardegna              |
| Baragiano                       | Potenza               | Basilicata            |
| Baranello                       | Campobasso            | Molise                |
| Barano d'Ischia                 | Napoli                | Campania              |
| Baranzate                       | Milano                | Lombardia             |
| Barasso                         | Varese                | Lombardia             |
| Baratili San Pietro             | Oristano              | Sardegna              |
| Barbania                        | Torino                | Piemonte              |
| Barbara                         | Ancona                | Marche                |
| Barbarano Mossano               | Vicenza               | Veneto                |
| Barbarano Romano                | Viterbo               | Lazio                 |
| Barbaresco                      | Cuneo                 | Piemonte              |
| Barbariga                       | Brescia               | Lombardia             |
| Barbata                         | Bergamo               | Lombardia             |
| Barberino di Mugello            | Firenze               | Toscana               |
| Barberino Tavarnelle            | Firenze               | Toscana               |
| Barbianello                     | Pavia                 | Lombardia             |
| Barbiano                        | Bolzano               | Trentino-Alto Adige   |
| Barbona                         | Padova                | Veneto                |
| Barcellona Pozzo di Gotto       | Messina               | Sicilia               |
| Barcis                          | Pordenone             | Friuli-Venezia Giulia |
| Bard                            | Aosta                 | Valle d'Aosta         |
| Bardello con Malgesso e Bregano | Varese                | Lombardia             |
| Bardi                           | Parma                 | Emilia-Romagna        |
| Bardineto                       | Savona                | Liguria               |
| Bardolino                       | Verona                | Veneto                |
| Bardonecchia                    | Torino                | Piemonte              |
| Bareggio                        | Milano                | Lombardia             |
| Barengo                         | Novara                | Piemonte              |
| Baressa                         | Oristano              | Sardegna              |
| Barete                          | L'Aquila              | Abruzzo               |
| Barga                           | Lucca                 | Toscana               |
| Bargagli                        | Genova                | Liguria               |
| Barge                           | Cuneo                 | Piemonte              |
| Barghe                          | Brescia               | Lombardia             |
| Bari                            | Bari                  | Puglia                |
| Bari Sardo                      | Nuoro                 | Sardegna              |
| Bariano                         | Bergamo               | Lombardia             |
| Baricella                       | Bologna               | Emilia-Romagna        |
| Barile                          | Potenza               | Basilicata            |
| Barisciano                      | L'Aquila              | Abruzzo               |
| Barlassina                      | Monza e della Brianza | Lombardia             |
| Barletta                        | Barletta-Andria-Trani | Puglia                |
| Barni                           | Como                  | Lombardia             |
| Barolo                          | Cuneo                 | Piemonte              |
| Barone Canavese                 | Torino                | Piemonte              |
| Baronissi                       | Salerno               | Campania              |
| Barrafranca                     | Enna                  | Sicilia               |
| Barrali                         | Sud Sardegna          | Sardegna              |
| Barrea                          | L'Aquila              | Abruzzo               |
| Barumini                        | Sud Sardegna          | Sardegna              |
| Barzago                         | Lecco                 | Lombardia             |
| Barzana                         | Bergamo               | Lombardia             |
| Barzanò                         | Lecco                 | Lombardia             |
| Barzio                          | Lecco                 | Lombardia             |
| Basaluzzo                       | Alessandria           | Piemonte              |
| Bascapè                         | Pavia                 | Lombardia             |
| Baschi                          | Terni                 | Umbria                |
| Basciano                        | Teramo                | Abruzzo               |
| Baselga di Piné                 | Trento                | Trentino-Alto Adige   |
| Baselice                        | Benevento             | Campania              |
| Basiano                         | Milano                | Lombardia             |
| Basicò                          | Messina               | Sicilia               |
| Basiglio                        | Milano                | Lombardia             |
| Basiliano                       | Udine                 | Friuli-Venezia Giulia |
| Bassano Bresciano               | Brescia               | Lombardia             |
| Bassano del Grappa              | Vicenza               | Veneto                |
| Bassano in Teverina             | Viterbo               | Lazio                 |
| Bassano Romano                  | Viterbo               | Lazio                 |
| Bassiano                        | Latina                | Lazio                 |
| Bassignana                      | Alessandria           | Piemonte              |
| Bastia Mondovì                  | Cuneo                 | Piemonte              |
| Bastia Umbra                    | Perugia               | Umbria                |
| Bastida Pancarana               | Pavia                 | Lombardia             |
| Bastiglia                       | Modena                | Emilia-Romagna        |
| Battaglia Terme                 | Padova                | Veneto                |
| Battifollo                      | Cuneo                 | Piemonte              |
| Battipaglia                     | Salerno               | Campania              |
| Battuda                         | Pavia                 | Lombardia             |
| Baucina                         | Palermo               | Sicilia               |
| Bauladu                         | Oristano              | Sardegna              |
| Baunei                          | Nuoro                 | Sardegna              |
| Baveno                          | Verbano-Cusio-Ossola  | Piemonte              |
| Bedero Valcuvia                 | Varese                | Lombardia             |
| Bedizzole                       | Brescia               | Lombardia             |
| Bedollo                         | Trento                | Trentino-Alto Adige   |
| Bedonia                         | Parma                 | Emilia-Romagna        |
| Bedulita                        | Bergamo               | Lombardia             |
| Bee                             | Verbano-Cusio-Ossola  | Piemonte              |
| Beinasco                        | Torino                | Piemonte              |
| Beinette                        | Cuneo                 | Piemonte              |
| Belcastro                       | Catanzaro             | Calabria              |
| Belfiore                        | Verona                | Veneto                |
| Belforte all'Isauro             | Pesaro e Urbino       | Marche                |
| Belforte del Chienti            | Macerata              | Marche                |
| Belforte Monferrato             | Alessandria           | Piemonte              |
| Belgioioso                      | Pavia                 | Lombardia             |
| Belgirate                       | Verbano-Cusio-Ossola  | Piemonte              |
| Bella                           | Potenza               | Basilicata            |
| Bellagio                        | Como                  | Lombardia             |
| Bellano                         | Lecco                 | Lombardia             |
| Bellante                        | Teramo                | Abruzzo               |
| Bellaria-Igea Marina            | Rimini                | Emilia-Romagna        |
| Bellegra                        | Roma                  | Lazio                 |
| Bellino                         | Cuneo                 | Piemonte              |
| Bellinzago Lombardo             | Milano                | Lombardia             |
| Bellinzago Novarese             | Novara                | Piemonte              |
| Bellizzi                        | Salerno               | Campania              |
| Bellona                         | Caserta               | Campania              |
| Bellosguardo                    | Salerno               | Campania              |
| Belluno                         | Belluno               | Veneto                |
| Bellusco                        | Monza e della Brianza | Lombardia             |
| Belmonte Calabro                | Cosenza               | Calabria              |
| Belmonte Castello               | Frosinone             | Lazio                 |
| Belmonte del Sannio             | Isernia               | Molise                |
| Belmonte in Sabina              | Rieti                 | Lazio                 |
| Belmonte Mezzagno               | Palermo               | Sicilia               |
| Belmonte Piceno                 | Fermo                 | Marche                |
| Belpasso                        | Catania               | Sicilia               |
| Belsito                         | Cosenza               | Calabria              |
| Belvedere di Spinello           | Crotone               | Calabria              |
| Belvedere Langhe                | Cuneo                 | Piemonte              |
| Belvedere Marittimo             | Cosenza               | Calabria              |
| Belvedere Ostrense              | Ancona                | Marche                |
| Belveglio                       | Asti                  | Piemonte              |
| Belvì                           | Nuoro                 | Sardegna              |
| Bema                            | Sondrio               | Lombardia             |
| Bene Lario                      | Como                  | Lombardia             |
| Bene Vagienna                   | Cuneo                 | Piemonte              |
| Benestare                       | Reggio Calabria       | Calabria              |
| Benetutti                       | Sassari               | Sardegna              |
| Benevello                       | Cuneo                 | Piemonte              |
| Benevento                       | Benevento             | Campania              |
| Benna                           | Biella                | Piemonte              |
| Bentivoglio                     | Bologna               | Emilia-Romagna        |
| Berbenno                        | Bergamo               | Lombardia             |
| Berbenno di Valtellina          | Sondrio               | Lombardia             |
| Berceto                         | Parma                 | Emilia-Romagna        |
| Berchidda                       | Sassari               | Sardegna              |
| Beregazzo con Figliaro          | Como                  | Lombardia             |
| Bereguardo                      | Pavia                 | Lombardia             |
| Bergamasco                      | Alessandria           | Piemonte              |
| Bergamo                         | Bergamo               | Lombardia             |
| Bergantino                      | Rovigo                | Veneto                |
| Bergeggi                        | Savona                | Liguria               |
| Bergolo                         | Cuneo                 | Piemonte              |
| Berlingo                        | Brescia               | Lombardia             |
| Bernalda                        | Matera                | Basilicata            |
| Bernareggio                     | Monza e della Brianza | Lombardia             |
| Bernate Ticino                  | Milano                | Lombardia             |
| Bernezzo                        | Cuneo                 | Piemonte              |
| Bertinoro                       | Forlì-Cesena          | Emilia-Romagna        |
| Bertiolo                        | Udine                 | Friuli-Venezia Giulia |
| Bertonico                       | Lodi                  | Lombardia             |
| Berzano di San Pietro           | Asti                  | Piemonte              |
| Berzano di Tortona              | Alessandria           | Piemonte              |
| Berzo Demo                      | Brescia               | Lombardia             |
| Berzo Inferiore                 | Brescia               | Lombardia             |
| Berzo San Fermo                 | Bergamo               | Lombardia             |
| Besana in Brianza               | Monza e della Brianza | Lombardia             |
| Besano                          | Varese                | Lombardia             |
| Besate                          | Milano                | Lombardia             |
| Besenello                       | Trento                | Trentino-Alto Adige   |
| Besenzone                       | Piacenza              | Emilia-Romagna        |
| Besnate                         | Varese                | Lombardia             |
| Besozzo                         | Varese                | Lombardia             |
| Bessude                         | Sassari               | Sardegna              |
| Bettola                         | Piacenza              | Emilia-Romagna        |
| Bettona                         | Perugia               | Umbria                |
| Beura-Cardezza                  | Verbano-Cusio-Ossola  | Piemonte              |
| Bevagna                         | Perugia               | Umbria                |
| Beverino                        | Spezia                | Liguria               |
| Bevilacqua                      | Verona                | Veneto                |
| Biancavilla                     | Catania               | Sicilia               |
| Bianchi                         | Cosenza               | Calabria              |
| Bianco                          | Reggio Calabria       | Calabria              |
| Biandrate                       | Novara                | Piemonte              |
| Biandronno                      | Varese                | Lombardia             |
| Bianzano                        | Bergamo               | Lombardia             |
| Bianzè                          | Vercelli              | Piemonte              |
| Bianzone                        | Sondrio               | Lombardia             |
| Biassono                        | Monza e della Brianza | Lombardia             |
| Bibbiano                        | Reggio Emilia         | Emilia-Romagna        |
| Bibbiena                        | Arezzo                | Toscana               |
| Bibbona                         | Livorno               | Toscana               |
| Bibiana                         | Torino                | Piemonte              |
| Biccari                         | Foggia                | Puglia                |
| Bicinicco                       | Udine                 | Friuli-Venezia Giulia |
| Bidonì                          | Oristano              | Sardegna              |
| Biella                          | Biella                | Piemonte              |
| Bienno                          | Brescia               | Lombardia             |
| Bieno                           | Trento                | Trentino-Alto Adige   |
| Bientina                        | Pisa                  | Toscana               |
| Binago                          | Como                  | Lombardia             |
| Binasco                         | Milano                | Lombardia             |
| Binetto                         | Bari                  | Puglia                |
| Bioglio                         | Biella                | Piemonte              |
| Bionaz                          | Aosta                 | Valle d'Aosta         |
| Bione                           | Brescia               | Lombardia             |
| Birori                          | Nuoro                 | Sardegna              |
| Bisaccia                        | Avellino              | Campania              |
| Bisacquino                      | Palermo               | Sicilia               |
| Bisceglie                       | Barletta-Andria-Trani | Puglia                |
| Bisegna                         | L'Aquila              | Abruzzo               |
| Bisenti                         | Teramo                | Abruzzo               |
| Bisignano                       | Cosenza               | Calabria              |
| Bistagno                        | Alessandria           | Piemonte              |
| Bisuschio                       | Varese                | Lombardia             |
| Bitetto                         | Bari                  | Puglia                |
| Bitonto                         | Bari                  | Puglia                |
| Bitritto                        | Bari                  | Puglia                |
| Bitti                           | Nuoro                 | Sardegna              |
| Bivona                          | Agrigento             | Sicilia               |
| Bivongi                         | Reggio Calabria       | Calabria              |
| Bizzarone                       | Como                  | Lombardia             |
| Bleggio Superiore               | Trento                | Trentino-Alto Adige   |
| Blello                          | Bergamo               | Lombardia             |
| Blera                           | Viterbo               | Lazio                 |
| Blessagno                       | Como                  | Lombardia             |
| Blevio                          | Como                  | Lombardia             |
| Blufi                           | Palermo               | Sicilia               |
| Boara Pisani                    | Padova                | Veneto                |
| Bobbio                          | Piacenza              | Emilia-Romagna        |
| Bobbio Pellice                  | Torino                | Piemonte              |
| Boca                            | Novara                | Piemonte              |
| Bocchigliero                    | Cosenza               | Calabria              |
| Boccioleto                      | Vercelli              | Piemonte              |
| Bocenago                        | Trento                | Trentino-Alto Adige   |
| Bodio Lomnago                   | Varese                | Lombardia             |
| Boffalora d'Adda                | Lodi                  | Lombardia             |
| Boffalora sopra Ticino          | Milano                | Lombardia             |
| Bogliasco                       | Genova                | Liguria               |
| Bognanco                        | Verbano-Cusio-Ossola  | Piemonte              |
| Bogogno                         | Novara                | Piemonte              |
| Boissano                        | Savona                | Liguria               |
| Bojano                          | Campobasso            | Molise                |
| Bolano                          | Spezia                | Liguria               |
| Bolgare                         | Bergamo               | Lombardia             |
| Bollate                         | Milano                | Lombardia             |
| Bollengo                        | Torino                | Piemonte              |
| Bologna                         | Bologna               | Emilia-Romagna        |
| Bolognano                       | Pescara               | Abruzzo               |
| Bolognetta                      | Palermo               | Sicilia               |
| Bolognola                       | Macerata              | Marche                |
| Bolotana                        | Nuoro                 | Sardegna              |
| Bolsena                         | Viterbo               | Lazio                 |
| Boltiere                        | Bergamo               | Lombardia             |
| Bolzano                         | Bolzano               | Trentino-Alto Adige   |
| Bolzano Novarese                | Novara                | Piemonte              |
| Bolzano Vicentino               | Vicenza               | Veneto                |
| Bomarzo                         | Viterbo               | Lazio                 |
| Bomba                           | Chieti                | Abruzzo               |
| Bompensiere                     | Caltanissetta         | Sicilia               |
| Bompietro                       | Palermo               | Sicilia               |
| Bomporto                        | Modena                | Emilia-Romagna        |
| Bonarcado                       | Oristano              | Sardegna              |
| Bonassola                       | Spezia                | Liguria               |
| Bonate Sopra                    | Bergamo               | Lombardia             |
| Bonate Sotto                    | Bergamo               | Lombardia             |
| Bonavigo                        | Verona                | Veneto                |
| Bondeno                         | Ferrara               | Emilia-Romagna        |
| Bondone                         | Trento                | Trentino-Alto Adige   |
| Bonea                           | Benevento             | Campania              |
| Bonefro                         | Campobasso            | Molise                |
| Bonemerse                       | Cremona               | Lombardia             |
| Bonifati                        | Cosenza               | Calabria              |
| Bonito                          | Avellino              | Campania              |
| Bonnanaro                       | Sassari               | Sardegna              |
| Bono                            | Sassari               | Sardegna              |
| Bonorva                         | Sassari               | Sardegna              |
| Bonvicino                       | Cuneo                 | Piemonte              |
| Borbona                         | Rieti                 | Lazio                 |
| Borca di Cadore                 | Belluno               | Veneto                |
| Bordano                         | Udine                 | Friuli-Venezia Giulia |
| Bordighera                      | Imperia               | Liguria               |
| Bordolano                       | Cremona               | Lombardia             |
| Bore                            | Parma                 | Emilia-Romagna        |
| Boretto                         | Reggio Emilia         | Emilia-Romagna        |
| Borgarello                      | Pavia                 | Lombardia             |
| Borgaro Torinese                | Torino                | Piemonte              |
| Borgetto                        | Palermo               | Sicilia               |
| Borghetto d'Arroscia            | Imperia               | Liguria               |
| Borghetto di Borbera            | Alessandria           | Piemonte              |
| Borghetto di Vara               | Spezia                | Liguria               |
| Borghetto Lodigiano             | Lodi                  | Lombardia             |
| Borghetto Santo Spirito         | Savona                | Liguria               |
| Borghi                          | Forlì-Cesena          | Emilia-Romagna        |
| Borgia                          | Catanzaro             | Calabria              |
| Borgiallo                       | Torino                | Piemonte              |
| Borgio Verezzi                  | Savona                | Liguria               |
| Borgo a Mozzano                 | Lucca                 | Toscana               |
| Borgo Chiese                    | Trento                | Trentino-Alto Adige   |
| Borgo d'Anaunia                 | Trento                | Trentino-Alto Adige   |
| Borgo Lares                     | Trento                | Trentino-Alto Adige   |
| Borgo d'Ale                     | Vercelli              | Piemonte              |
| Borgo di Terzo                  | Bergamo               | Lombardia             |
| Borgo Mantovano                 | Mantova               | Lombardia             |
| Borgo Pace                      | Pesaro e Urbino       | Marche                |
| Borgo Priolo                    | Pavia                 | Lombardia             |
| Borgo San Dalmazzo              | Cuneo                 | Piemonte              |
| Borgo San Giacomo               | Brescia               | Lombardia             |
| Borgo San Giovanni              | Lodi                  | Lombardia             |
| Borgo San Lorenzo               | Firenze               | Toscana               |
| Borgo San Martino               | Alessandria           | Piemonte              |
| Borgo San Siro                  | Pavia                 | Lombardia             |
| Borgo Ticino                    | Novara                | Piemonte              |
| Borgo Tossignano                | Bologna               | Emilia-Romagna        |
| Borgo Val di Taro               | Parma                 | Emilia-Romagna        |
| Borgo Valbelluna                | Belluno               | Veneto                |
| Borgo Valsugana                 | Trento                | Trentino-Alto Adige   |
| Borgo Velino                    | Rieti                 | Lazio                 |
| Borgo Veneto                    | Padova                | Veneto                |
| Borgo Vercelli                  | Vercelli              | Piemonte              |
| Borgo Virgilio                  | Mantova               | Lombardia             |
| Borgocarbonara                  | Mantova               | Lombardia             |
| Borgofranco d'Ivrea             | Torino                | Piemonte              |
| Borgolavezzaro                  | Novara                | Piemonte              |
| Borgomale                       | Cuneo                 | Piemonte              |
| Borgomanero                     | Novara                | Piemonte              |
| Borgomaro                       | Imperia               | Liguria               |
| Borgomasino                     | Torino                | Piemonte              |
| Borgomezzavalle                 | Verbano-Cusio-Ossola  | Piemonte              |
| Borgone Susa                    | Torino                | Piemonte              |
| Borgonovo Val Tidone            | Piacenza              | Emilia-Romagna        |
| Borgoratto Alessandrino         | Alessandria           | Piemonte              |
| Borgoratto Mormorolo            | Pavia                 | Lombardia             |
| Borgoricco                      | Padova                | Veneto                |
| Borgorose                       | Rieti                 | Lazio                 |
| Borgosatollo                    | Brescia               | Lombardia             |
| Borgosesia                      | Vercelli              | Piemonte              |
| Bormida                         | Savona                | Liguria               |
| Bormio                          | Sondrio               | Lombardia             |
| Bornasco                        | Pavia                 | Lombardia             |
| Borno                           | Brescia               | Lombardia             |
| Boroneddu                       | Oristano              | Sardegna              |
| Borore                          | Nuoro                 | Sardegna              |
| Borrello                        | Chieti                | Abruzzo               |
| Borriana                        | Biella                | Piemonte              |
| Borso del Grappa                | Treviso               | Veneto                |
| Bortigali                       | Nuoro                 | Sardegna              |
| Bortigiadas                     | Sassari               | Sardegna              |
| Borutta                         | Sassari               | Sardegna              |
| Borzonasca                      | Genova                | Liguria               |
| Bosa                            | Oristano              | Sardegna              |
| Bosaro                          | Rovigo                | Veneto                |
| Boschi Sant'Anna                | Verona                | Veneto                |
| Bosco Chiesanuova               | Verona                | Veneto                |
| Bosco Marengo                   | Alessandria           | Piemonte              |
| Bosconero                       | Torino                | Piemonte              |
| Boscoreale                      | Napoli                | Campania              |
| Boscotrecase                    | Napoli                | Campania              |
| Bosia                           | Cuneo                 | Piemonte              |
| Bosio                           | Alessandria           | Piemonte              |
| Bosisio Parini                  | Lecco                 | Lombardia             |
| Bosnasco                        | Pavia                 | Lombardia             |
| Bossico                         | Bergamo               | Lombardia             |
| Bossolasco                      | Cuneo                 | Piemonte              |
| Botricello                      | Catanzaro             | Calabria              |
| Botrugno                        | Lecce                 | Puglia                |
| Bottanuco                       | Bergamo               | Lombardia             |
| Botticino                       | Brescia               | Lombardia             |
| Bottidda                        | Sassari               | Sardegna              |
| Bova                            | Reggio Calabria       | Calabria              |
| Bova Marina                     | Reggio Calabria       | Calabria              |
| Bovalino                        | Reggio Calabria       | Calabria              |
| Bovegno                         | Brescia               | Lombardia             |
| Boves                           | Cuneo                 | Piemonte              |
| Bovezzo                         | Brescia               | Lombardia             |
| Boville Ernica                  | Frosinone             | Lazio                 |
| Bovino                          | Foggia                | Puglia                |
| Bovisio Masciago                | Monza e della Brianza | Lombardia             |
| Bovolenta                       | Padova                | Veneto                |
| Bovolone                        | Verona                | Veneto                |
| Bozzole                         | Alessandria           | Piemonte              |
| Bozzolo                         | Mantova               | Lombardia             |
| Bra                             | Cuneo                 | Piemonte              |
| Bracca                          | Bergamo               | Lombardia             |
| Bracciano                       | Roma                  | Lazio                 |
| Bracigliano                     | Salerno               | Campania              |
| Braies                          | Bolzano               | Trentino-Alto Adige   |
| Brallo di Pregola               | Pavia                 | Lombardia             |
| Brancaleone                     | Reggio Calabria       | Calabria              |
| Brandico                        | Brescia               | Lombardia             |
| Brandizzo                       | Torino                | Piemonte              |
| Branzi                          | Bergamo               | Lombardia             |
| Braone                          | Brescia               | Lombardia             |
| Brebbia                         | Varese                | Lombardia             |
| Breda di Piave                  | Treviso               | Veneto                |
| Breganze                        | Vicenza               | Veneto                |
| Bregnano                        | Como                  | Lombardia             |
| Brembate                        | Bergamo               | Lombardia             |
| Brembate di Sopra               | Bergamo               | Lombardia             |
| Brembio                         | Lodi                  | Lombardia             |
| Breme                           | Pavia                 | Lombardia             |
| Brendola                        | Vicenza               | Veneto                |
| Brenna                          | Como                  | Lombardia             |
| Brennero                        | Bolzano               | Trentino-Alto Adige   |
| Breno                           | Brescia               | Lombardia             |
| Brenta                          | Varese                | Lombardia             |
| Brentino Belluno                | Verona                | Veneto                |
| Brentonico                      | Trento                | Trentino-Alto Adige   |
| Brenzone sul Garda              | Verona                | Veneto                |
| Brescello                       | Reggio Emilia         | Emilia-Romagna        |
| Brescia                         | Brescia               | Lombardia             |
| Bresimo                         | Trento                | Trentino-Alto Adige   |
| Bressana Bottarone              | Pavia                 | Lombardia             |
| Bressanone                      | Bolzano               | Trentino-Alto Adige   |
| Bressanvido                     | Vicenza               | Veneto                |
| Bresso                          | Milano                | Lombardia             |
| Brezzo di Bedero                | Varese                | Lombardia             |
| Briaglia                        | Cuneo                 | Piemonte              |
| Briatico                        | Vibo Valentia         | Calabria              |
| Bricherasio                     | Torino                | Piemonte              |
| Brienno                         | Como                  | Lombardia             |
| Brienza                         | Potenza               | Basilicata            |
| Briga Alta                      | Cuneo                 | Piemonte              |
| Briga Novarese                  | Novara                | Piemonte              |
| Brignano Gera d'Adda            | Bergamo               | Lombardia             |
| Brignano Frascata               | Alessandria           | Piemonte              |
| Brindisi                        | Brindisi              | Puglia                |
| Brindisi Montagna               | Potenza               | Basilicata            |
| Brinzio                         | Varese                | Lombardia             |
| Briona                          | Novara                | Piemonte              |
| Brione                          | Brescia               | Lombardia             |
| Briosco                         | Monza e della Brianza | Lombardia             |
| Brisighella                     | Ravenna               | Emilia-Romagna        |
| Brissago-Valtravaglia           | Varese                | Lombardia             |
| Brissogne                       | Aosta                 | Valle d'Aosta         |
| Brittoli                        | Pescara               | Abruzzo               |
| Brivio                          | Lecco                 | Lombardia             |
| Broccostella                    | Frosinone             | Lazio                 |
| Brogliano                       | Vicenza               | Veneto                |
| Brognaturo                      | Vibo Valentia         | Calabria              |
| Brolo                           | Messina               | Sicilia               |
| Brondello                       | Cuneo                 | Piemonte              |
| Broni                           | Pavia                 | Lombardia             |
| Bronte                          | Catania               | Sicilia               |
| Bronzolo                        | Bolzano               | Trentino-Alto Adige   |
| Brossasco                       | Cuneo                 | Piemonte              |
| Brosso                          | Torino                | Piemonte              |
| Brovello-Carpugnino             | Verbano-Cusio-Ossola  | Piemonte              |
| Brozolo                         | Torino                | Piemonte              |
| Brugherio                       | Monza e della Brianza | Lombardia             |
| Brugine                         | Padova                | Veneto                |
| Brugnato                        | Spezia                | Liguria               |
| Brugnera                        | Pordenone             | Friuli-Venezia Giulia |
| Bruino                          | Torino                | Piemonte              |
| Brumano                         | Bergamo               | Lombardia             |
| Brunate                         | Como                  | Lombardia             |
| Brunello                        | Varese                | Lombardia             |
| Brunico                         | Bolzano               | Trentino-Alto Adige   |
| Bruno                           | Asti                  | Piemonte              |
| Brusaporto                      | Bergamo               | Lombardia             |
| Brusasco                        | Torino                | Piemonte              |
| Brusciano                       | Napoli                | Campania              |
| Brusimpiano                     | Varese                | Lombardia             |
| Brusnengo                       | Biella                | Piemonte              |
| Brusson                         | Aosta                 | Valle d'Aosta         |
| Bruzolo                         | Torino                | Piemonte              |
| Bruzzano Zeffirio               | Reggio Calabria       | Calabria              |
| Bubbiano                        | Milano                | Lombardia             |
| Bubbio                          | Asti                  | Piemonte              |
| Buccheri                        | Siracusa              | Sicilia               |
| Bucchianico                     | Chieti                | Abruzzo               |
| Bucciano                        | Benevento             | Campania              |
| Buccinasco                      | Milano                | Lombardia             |
| Buccino                         | Salerno               | Campania              |
| Bucine                          | Arezzo                | Toscana               |
| Buddusò                         | Sassari               | Sardegna              |
| Budoia                          | Pordenone             | Friuli-Venezia Giulia |
| Budoni                          | Sassari               | Sardegna              |
| Budrio                          | Bologna               | Emilia-Romagna        |
| Buggerru                        | Sud Sardegna          | Sardegna              |
| Buggiano                        | Pistoia               | Toscana               |
| Buglio in Monte                 | Sondrio               | Lombardia             |
| Bugnara                         | L'Aquila              | Abruzzo               |
| Buguggiate                      | Varese                | Lombardia             |
| Buja                            | Udine                 | Friuli-Venezia Giulia |
| Bulciago                        | Lecco                 | Lombardia             |
| Bulgarograsso                   | Como                  | Lombardia             |
| Bultei                          | Sassari               | Sardegna              |
| Bulzi                           | Sassari               | Sardegna              |
| Buonabitacolo                   | Salerno               | Campania              |
| Buonalbergo                     | Benevento             | Campania              |
| Buonconvento                    | Siena                 | Toscana               |
| Buonvicino                      | Cosenza               | Calabria              |
| Burago di Molgora               | Monza e della Brianza | Lombardia             |
| Burcei                          | Sud Sardegna          | Sardegna              |
| Burgio                          | Agrigento             | Sicilia               |
| Burgos                          | Sassari               | Sardegna              |
| Buriasco                        | Torino                | Piemonte              |
| Burolo                          | Torino                | Piemonte              |
| Buronzo                         | Vercelli              | Piemonte              |
| Busachi                         | Oristano              | Sardegna              |
| Busalla                         | Genova                | Liguria               |
| Busano                          | Torino                | Piemonte              |
| Busca                           | Cuneo                 | Piemonte              |
| Buscate                         | Milano                | Lombardia             |
| Buscemi                         | Siracusa              | Sicilia               |
| Buseto Palizzolo                | Trapani               | Sicilia               |
| Busnago                         | Monza e della Brianza | Lombardia             |
| Bussero                         | Milano                | Lombardia             |
| Busseto                         | Parma                 | Emilia-Romagna        |
| Bussi sul Tirino                | Pescara               | Abruzzo               |
| Busso                           | Campobasso            | Molise                |
| Bussolengo                      | Verona                | Veneto                |
| Bussoleno                       | Torino                | Piemonte              |
| Busto Arsizio                   | Varese                | Lombardia             |
| Busto Garolfo                   | Milano                | Lombardia             |
| Butera                          | Caltanissetta         | Sicilia               |
| Buti                            | Pisa                  | Toscana               |
| Buttapietra                     | Verona                | Veneto                |
| Buttigliera Alta                | Torino                | Piemonte              |
| Buttigliera d'Asti              | Asti                  | Piemonte              |
| Buttrio                         | Udine                 | Friuli-Venezia Giulia |